# Аквафобија
Аквафобија је тип специфичне фобије, абнормалан и перзистентан страх од воде. Подразумева ниво страха који је изван контроле или који може да представља сметњу у свакодневном животу. Специфично, људи који пате од аквафобије могу да осете анксиозност чак и ако су свесни да вода у океану, реци, потоку, па и кади не представља претњу. Они понекад избегавају боравак на броду или пливање, или избегавају пливање у дубоком мору чак и ако умеју да пливају. Ова анксиозност може да се јавља чак и као страх од квашења или прскања водом када то особа не очекује, или страх да ће особа бити гурнута у воду.